# Irakli Kvirikadze
Irakli Mikhailovich Kvirikadze (en géorgien : ირაკლი კვირიკაძე ; en russe : Ираклий Михайлович Квирикадзе) est un réalisateur, scénariste et producteur soviétique puis géorgien, né le 12 juillet 1939 à Batoumi (alors en RSS de Géorgie).
Essentiellement connu comme scénariste, notamment pour les films de sa compatriote Nana Djordjadze, il a également réalisé quelques films et, depuis 2004, il a produit plusieurs séries télévisées en Russie.

## Biographie
Il étudie d'abord le journalisme à l'Université d'État de Tbilissi, dont il est diplômé en 1962 puis intègre le VGIK dont il sort en 1968. Il enseigne à l'Institut de théâtre de Tbilissi entre 1974 et 1980 puis au VGIK entre 1985 et 1995 et à Athènes entre 1994 et 1998. Il s'installe à Los Angeles en 1991.
Il a été professeur à l'École du nouveau cinéma de Moscou créée en 2012.

## Filmographie
Sauf indication contraire, les informations mentionnées dans cette section peuvent être confirmées par la base de données cinématographiques IMDb,  présente dans la section « Liens externes ».

### Comme réalisateur
- 1978 : La Petite Ville d'Anara (Qalaqi Anara)

### Comme scénariste
- 1978 : La Petite Ville d'Anara (Qalaqi Anara)
- 1987 : Les Tribulations de mon grand-père anglais au pays des bolchéviks (Robinzoniada, anu chemi ingliseli Papa) de Nana Djordjadze
- 1995 : Limita de Denis Evstigneïev
- 1996 : Les Mille et Une Recettes du cuisinier amoureux (Shekvarebuli kulinaris ataserti retsepti) de Nana Djordjadze
- 1999 : Luna Papa
- 2000 : L'Été de mes 27 baisers (27 Missing Kisses) de Nana Djordjadze
- 2008 : The Rainbowmaker de Nana Djordjadze

## Publication
- Пловец (« Le Nageur »), Moscou: Classic RIPOL, 2010

## Distinctions
Sauf indication contraire, les informations mentionnées dans cette section peuvent être confirmées par la base de données cinématographiques IMDb,  présente dans la section « Liens externes ».

### Récompenses
- Festival de Locarno 1978 : Prix FIPRESCI pour La Petite Ville d'Anara
- 1993 : Artiste émérite de la Géorgie[2]
- Nika 1995 : meilleur scénario pour Limita

### Nominations
- Prix du cinéma européen 2000 : meilleur scénario pour L'Été de mes 27 baisers
- Nika 2001 : meilleur scénario pour Luna Papa